# Стошич, Никола
Нико́ла Сто́шич (серб. Никола Стошић; тадж. Никола Стошич; 15 марта 1994, Белград, Союзная Республика Югославия) — сербский и таджикистанский футболист, вратарь. С февраля 2013 года игрок таджикистанского клуба «Истиклол» из города Душанбе.

## Биография
В Сербии выступал за молодёжные команды клубов «Рад» и «Црвена Звезда», выступал за молодёжную команду боснийского клуба «Железничар».
В 2011 году в составе юношеской сборной Сербии участвовал на Чемпионате Европы среди юношей до 17 лет, сыграл в составе сборной на том турнире один матч против юношеской сборной Дании, в котором датчане выиграли со счётом 2:3.
В феврале 2013 года Никола Стошич подписал контракт с таджикистанским клубом «Истиклол». Позднее Стошич стал основным вратарём и одним из лидеров команды, выступает за «Истиклол» до сегодняшнего времени.
В январе 2016 года Никола Стошич получил гражданство Республики Таджикистан, тем самым перестав считаться легионером в своей команде.

## Достижения

### Командные
«Истиклол»
- Чемпион Таджикистана: 2014, 2015, 2016, 2017, 2018, 2019
- Серебряный призёр чемпионата Таджикистана: 2013
- Обладатель Кубка Таджикистана: 2013, 2014, 2015, 2016, 2018, 2019
- Обладатель Суперкубка Таджикистана: 2014, 2015, 2016, 2018, 2019
- Финалист Кубка АФК (2): 2015, 2017

### Личные
- Вратарь года в Таджикистане[5]: 2015, 2017, 2018.